# Communauté de communes du Val d'Eygues
La communauté de communes du Val d'Eygues est une communauté de communes française, située dans le département de la Drôme en région Auvergne-Rhône-Alpes.

## Historique
Créée en décembre 1997, la communauté a connu des élargissements de compétences en 2003, 2010 et en 2014.
Le schéma départemental de coopération intercommunale (SDCI) de 2011 prévoyait la fusion avec les communautés de communes des Hautes Baronnies, du Pays du Buis-les-Baronnies et du Pays de Rémuzat, en incluant les communes isolées de Pommerol, Ferrassières et Eygalayes (membre à l'époque de la communauté de communes du canton de Ribiers Val de Méouge). Il a fait l'objet de deux amendements :
- le premier, jugé « irrecevable », proposait le maintien des quatre communautés de communes précitées « tant que la procédure du parc naturel régional[Note 1] engagée sur le territoire n'est pas arrivée à son terme » ;
- le deuxième, adopté, proposait en plus, le rattachement de Pommerol à la CC du Pays de Rémuzat, Eygalayes à la CC des Hautes Baronnies et Ferrassières à la CC vauclusienne du Pays de Sault, devenue Ventoux Sud.

En 2015, à la suite de la loi no 2015-991 du 7 août 2015 portant nouvelle organisation territoriale de la République (dite loi NOTRe), les communautés de communes doivent avoir une population municipale de 15 000 habitants pour se maintenir. Val d'Eygues comptant 13 653 habitants en 2012, elle bénéficie de deux dérogations pour se maintenir : densité démographique de 40,4 hab./km2 et plus de la moitié des communes en zone de montagne (15 sur 20). Le schéma propose une fusion avec les communautés de communes des Hautes Baronnies, du Pays du Buis-les-Baronnies (moins Mollans-sur-Ouvèze) et du Pays de Rémuzat, qui accusent une population inférieure à 5 000 habitants et ne pouvant se maintenir. La nouvelle intercommunalité « permettrait de conforter Nyons dans son rôle fondamental d'animation du territoire des Baronnies ».
Cette fusion a été approuvée à l'adoption du SDCI en mars 2016.
Elle fusionne le 1er janvier 2017 avec les communautés de communes du Pays du Buis-les-Baronnies et  du Pays de Rémuzat pour former la communauté de communes des Baronnies en Drôme Provençale.

## Territoire communautaire

### Géographie
La communauté de communes est située au sud du département de la Drôme.

### Composition
Elle est composée des vingt communes suivantes :
| Nom                      | Code Insee | Gentilé          | Superficie (km2) | Population (dernière pop. légale) | Densité (hab./km2) |
| ------------------------ | ---------- | ---------------- | ---------------- | --------------------------------- | ------------------ |
| Nyons (siège)            | 26220      | Nyonsais         | 23,45            | 6 641 (2014)                      | 283                |
| Arpavon                  | 26013      | Arpavonnais      | 13,45            | 85 (2014)                         | 6,3                |
| Aubres                   | 26016      | Aubrois          | 20,27            | 412 (2014)                        | 20                 |
| Châteauneuf-de-Bordette  | 26082      | Castelbordetains | 15,33            | 95 (2014)                         | 6,2                |
| Chaudebonne              | 26089      | Chaudebonnais    | 20,77            | 54 (2014)                         | 2,6                |
| Condorcet                | 26103      | Condorcéens      | 22,44            | 474 (2014)                        | 21                 |
| Curnier                  | 26112      | Curnierois       | 8,00             | 184 (2014)                        | 23                 |
| Eyroles                  | 26130      | Eyrolais         | 8,75             | 30 (2014)                         | 3,4                |
| Mirabel-aux-Baronnies    | 26182      | Mirabelais       | 22,56            | 1 564 (2014)                      | 69                 |
| Montaulieu               | 26190      | Montaulieusais   | 13,05            | 81 (2014)                         | 6,2                |
| Piégon                   | 26233      | Piègonnais       | 10,21            | 267 (2014)                        | 26                 |
| Les Pilles               | 26238      | Pillois          | 5,84             | 248 (2014)                        | 42                 |
| Le Poët-Sigillat         | 26244      | Sigillatiens     | 15,36            | 120 (2014)                        | 7,8                |
| Sahune                   | 26288      | Sahunais         | 16,55            | 315 (2014)                        | 19                 |
| Sainte-Jalle             | 26306      | Sainte-Jallois   | 18,16            | 296 (2014)                        | 16                 |
| Saint-Ferréol-Trente-Pas | 26304      | Saint-Ferréolais | 21,48            | 225 (2014)                        | 10                 |
| Saint-Maurice-sur-Eygues | 26317      | Saint-Mauriciens | 8,82             | 744 (2014)                        | 84                 |
| Valouse                  | 26363      | Valousiens       | 6,33             | 34 (2014)                         | 5,4                |
| Venterol                 | 26367      | Venterolais      | 31,69            | 698 (2014)                        | 22                 |
| Vinsobres                | 26377      | Vinsobrais       | 35,42            | 1 181 (2014)                      | 33                 |

### Démographie
| 1968  | 1975  | 1982   | 1990   | 1999   | 2008   | 2013   |
| ----- | ----- | ------ | ------ | ------ | ------ | ------ |
| 9 273 | 9 976 | 11 110 | 12 174 | 12 981 | 13 902 | 13 717 |

## Administration

### Siège
La communauté de communes siège à Nyons.

### Les élus
La communauté de communes est gérée par un conseil communautaire composé de 35 membres représentant chacune des communes membres et élus pour une durée de six ans.
Ils sont répartis comme suit :
| Nombre de délégués | Communes |
| ------------------ | --- |
| 10                 | Nyons |
| 3                  | Mirabel-aux-Baronnies, Vinsobres |
| 2                  | Saint-Maurice-sur-Eygues, Venterol |
| 1                  | Arpavon, Aubres, Châteauneuf-de-Bordette, Chaudebonne, Condorcet, Curnier, Eyroles, Montaulieu, Piégon, Les Pilles, Le Poët-Sigillat, Sahune, Sainte-Jalle, Saint-Ferréol-Trente-Pas, Valouse |

Tous les maires (à l'exception de la commune de Condorcet) sont conseillers communautaires.

### Présidence
En 2014, le conseil communautaire a élu son président, Thierry Dayre (1er adjoint au maire de Nyons), et désigné ses huit vice-présidents qui sont :
- Eric Richard (maire d'Aubres), chargé de l'action sociale et du centre de loisirs ;
- Christian Cornillac (maire de Mirabel-aux-Baronnies), chargé de l'élimination et de la valorisation des déchets ménagers ;
- Nadia Macipe (adjointe à Nyons), chargée du budget, du personnel, de l'administration générale, des ressources humaines et de la formation ;
- Jean Garcia (maire de Saint-Maurice-sur-Eygues), chargé de l'eau et de l'assainissement autonome ;
- Jean-Jacques Maupeysson (conseiller municipal de Nyons), chargé du développement économique et du tourisme ;
- Jean-Michel Laget (maire de Chaudebonne), chargé des technologies numériques et informatiques, des sentiers de randonnée, des archives et de l'habitat ;
- Marie-Pierre Monier (sénatrice-maire de Vinsobres), chargée de la petite enfance, du CLIC et de la prévention spécialisée ;
- Stéphane Deconinck (maire de Montaulieu), chargé de la voirie d'intérêt communautaire et de l'éclairage public.

### Compétences
L'intercommunalité exerce des compétences qui lui sont déléguées par les communes membres.
Les deux compétences obligatoires sont les suivantes :
- actions de développement économique :
  - création, aménagement et gestion des futures zones d'activités économiques d'intérêt communautaire,
  - actions visant à favoriser le maintien, l'extension ou l'accueil des entreprises, promotion des activités et outils économiques d'intérêt communautaire ;
- aménagement de l'espace :
  - service d'assistance architecturale et paysagère,
  - création/balisage/entretien/aménagement/promotion des chemins de randonnée pédestre et des parcours de VTT d'intérêt communautaire.

Elle exerce trois compétences optionnelles :
- protection et mise en valeur de l'environnement : élimination et valorisation des déchets ménagers et assimilés, schémas globaux et service de contrôle des systèmes d'assainissement ;
- politique du logement et du cadre de vie : programme d'intérêt général et opération programmée d'amélioration de l'habitat ;
- création, aménagement et entretien de la voirie et de l'éclairage public ;

ainsi que trois compétences facultatives :
- action sociale (gestion du centre intercommunal des Guards, d'un lieu d'accueil parents-enfants et d'un relais d'assistantes maternelles) ;
- communications électroniques ;
- classement des archives.

### Régime fiscal et budget
La communauté de communes applique la fiscalité additionnelle sans fiscalité professionnelle de zone et sans fiscalité professionnelle sur les éoliennes.
Elle affichait, en 2015, une dotation globale de fonctionnement (DGF) totale de 134 868 €, et un potentiel fiscal par habitant de 132,36 €,.
Le coefficient d'intégration fiscale s'élève à 0,252 753 €, inférieur à la moyenne nationale des communautés de communes à fiscalité additionnelle (0,317 873 €).